# Юзеф Дзєжковський
Юзеф Дзєжковський, псевдонім Болеста (11 січня 1807, Ксаверів — 13 січня 1865) — польський прозаїк і журналіст Польщі. Попередник Львівської богемської літератури.

## Біографія
Учасник листопадового повстання, в чині лейтенанта служив ад'ютантом у штабі генерала Юзефа Дверницького. Після повстання на декілька років осів на Гуцульщині, звідки повернувся в місто.
Під час Весни народів 1848 року — видавець і головний редактор «Національної газети». Потім займався політичною діяльністю і журналістикою. Був одним з організаторів Національної ради Львова та Національної гвардії.
У 1858—1861 був співредактором «Універсального огляду».
У 1864 був засуджений до трьох місяців тюремного ув'язнення у зв'язку з політико-публіцистичну діяльність. В результаті ускладнення здоров'я у в'язниці помер 13 січня 1865 року.

## Вибрані твори
- Płacz i śmiech (1838), новела
- Kuglarze (1845), повість
- Obrazy z życia i podróży (1846), розповіді
- Obrazek hogartowski (1846), розповіді
- Salon i ulica (1847), повість
- Dla posagu (1847), повість
- Szpicrut honorowy, повість
- Rodzina w salonie (1853), повість
- Znajda (1854), повість
- Król dziadów (1856), повість
- Uniwersał hetmański (1857), повість